# JUNJIN 2015 ASIA TOUR REAL
JUNJIN 2015 ASIA TOUR #REAL#은 신화의 멤버 전진의 세 번째 콘서트 투어이다.

## 투어 일정
| 일정             | 도시     | 국가     | 장소                                |
| ---------------- | -------- | -------- | ----------------------------------- |
| 2015년 10월 24일 | 서울     | 대한민국 | 이화여자대학교 대강당               |
| 2015년 11월 14일 | 상해     | 중국     | 상해가공간                          |
| 2015년 12월 13일 | 광주     | 중국     | 광저우 체육관                       |
| 2015년 12월 26일 | 타이베이 | 대만     | 타이베이 국제 컨벤션 센터 그랜드 홀 |
| 2016년 1월 16일  | 북경     | 중국     | 완스다 중신                         |
| 2016년 2월 6일   | 서울     | 대한민국 | 블루스퀘어 삼성카드 홀 (앙코르)     |
| 2016년 2월 7일   | 서울     | 대한민국 | 블루스퀘어 삼성카드 홀 (앙코르)     |

## 세트 리스트
- Opening VCR -
- J J Go Go
- Wa
- 돌아와줘
- Hey Ya!

- Ment -
- 날 사랑해라..
- 사랑하지 않아요

- VCR #2 -
- 사랑한다는 그 말
- 좋은 사람

- Ment -
- 朋友[2]
- 사랑이 오지 않아요
- 아픈 사랑

※ JJ CLUB ※

- You
- On My Own
- 귀여워요
- 悲しみにさよなら (슬픔이여 안녕)[3]

- VCR #3 -
- Wow Wow Wow

- Ment -
- Happy Ending

- Ment -
- 60 Seconds

- Encore -
- Together 4ever

- Staff + Dancer Introdution -
- 너만 있으면 돼 (You're The Only One I Need)

- Ending -

- Opening Prelude Show -
- 돌아와줘
- Hey Ya!

- Ment -
- 사랑한다는 그 말
- 날 사랑해라..

- Ment -
- Happy Ending
- 바보처럼

- VCR #2 -
- On My Own
- You6일 한정
- 너만 있으면 돼 (You're The Only One I Need)

- Ment -
- 아픈 사랑
- 사랑하지 않아요
- 좋은 사람

- VCR #3 -

※ THE JJ AWARDS ※

- 로코 드라마[4]

- Ment -
- 60 Seconds
- Wow Wow Wow

- Ment + Costume Change -
- 귀여워요
- Fancy Lounge

- Ment -
- Wa

- Ment -
- 사랑이 오지 않아요

- Encore -
- Love My Life
- Together 4ever

- Ending -

## 요일별 게스트
| 일정             | 게스트 |
| ---------------- | ------ |
| 2015년 10월 24일 | 에릭   |
| 2016년 2월 6일   | 황명흠 |
| 2016년 2월 7일   | 신혜성 |

## 제작
- 주최: 데이드림엔터테인먼트
- 기획/제작: (주)쇼노트
- 홍보/마케팅: (주)창작컴퍼니